# 宮本顕治
宮本 顕治（みやもと けんじ、1908年〈明治41年〉10月17日 - 2007年〈平成19年〉7月18日）は、日本の政治家・共産主義者・文芸評論家。通称ミヤケン。
戦前の非合法政党時代からの日本共産党の活動家であり、戦後、1958年に党の書記長に就任してから40年間、日本共産党を指導した。参議院議員（2期）を務め、日本共産党書記長、同委員長、同議長を歴任。国会に議席を持つ国政政党の党首でありながら、国会議員ではなかった時期がある。

## 経歴

### 学生時代から入党まで
山口県熊毛郡光井村（現・光市）出身。父は、隣の島田村で米穀、肥料、雑貨などの小売商を営んでいたが、中学入学当時に破産状態になり、都濃郡富田村（現・周南市）にあった母の実家に預けられ、そこから中学に１年くらい通った。
旧制徳山中学校から松山高等学校（現在の愛媛大学）に進学、社会科学研究会を創立し、文芸誌『白亜紀』を発行するなどの活動をおこなった。
東京帝国大学在学中の1929年（昭和4年）8月、芥川龍之介を論じた「『敗北』の文学」で雑誌『改造』の懸賞論文に当選し、文壇にデビュー（次席は小林秀雄の『様々なる意匠』）。1931年（昭和6年）3月、東京帝国大学経済学部を卒業。『思想』1931年4月に「同伴者文学」を発表。
1931年（昭和6年）5月、日本共産党に入党し、日本プロレタリア作家同盟に加盟。その後、党の中央アジテーション・プロパガンダ部員に就任。1932年（昭和7年）2月、作家・中條百合子と結婚（ただし事実婚）。1932年3月から4月にかけてのプロレタリア文学運動への弾圧をきっかけに、地下活動に入る。野沢徹名義で『プロレタリア文化』1932年10月-1933年1月に「政治と芸術、政治の優位性の関する問題」を連載。その中で1933年（昭和8年）1月、中央アジ・プロ部長に就任。4月、中央委員候補になり、5月、野呂栄太郎の最高指導者就任に伴い中央委員に昇格。また、野沢徹などの名前でプロレタリア文学運動の理論問題の論文を発表した。リンチ共産党#経緯も参照。

### スパイ査問事件
1933年（昭和8年）12月26日、街頭連絡中に逮捕されるが、警察・予審の取調べには黙秘を貫いた。その間に、逮捕されたほかの人間への取調べから警察が突き止めたアジトが捜索され、床下より小畑達夫の死体が発見された。宮本らに「査問」の最中に暴行を受けた末に外傷性ショックで死亡したと、裁判で認定された。これがいわゆる日本共産党スパイ査問事件である。宮本は治安維持法違反だけでなく、この事件の加害者としても裁判で裁かれることになる。

### 収監
1934年（昭和9年）12月、市ヶ谷刑務所未決監に移監。同月、百合子との婚姻届を届け出た。これは、事実婚では面会などに制限が加えられていたので、それを避けるという意味合いもあった。これによって、百合子との往復書簡のやりとりが可能になった。このやりとりを通じて、顕治は百合子に文学や生活についての意見を表明して、弾圧（百合子はこの時期に2度の執筆禁止の時期を経験している）や戦争の時代に、百合子の作家としての出処進退を一貫したものとするために助力した。また、百合子も、顕治に対して公判の維持のための資料の入手や作成に力を注ぎ、獄中での顕治を支えた。その点で、この夫婦は思想的に大きなぶれもなく戦後の時代を迎えた。
宮本の病気のため裁判の開始は遅れ、逮捕から7年後の1940年（昭和15年）に公判が開始された。第二次世界大戦末期の1944年（昭和19年）12月5日に、東京地方裁判所は殺意は否定したものの小畑の死因はリンチによる外傷性ショック死であるとして、治安維持法違反、不法監禁、傷害致死、死体遺棄などにより無期懲役の有罪判決を下した。1945年（昭和20年）5月に大審院で上告棄却され無期懲役の判決確定（戦時特例により控訴審は無し）。6月、網走刑務所に移され、8月に終戦となった。

### 復権
1945年（昭和20年）10月4日、GHQの指令「政治的市民的及び宗教的自由に対する制限の撤廃に関する覚書」が出され、これを受けて10月5日に司法省は政治犯の釈放を命じる。政治犯釈放を翌日に控えた10月9日に出獄。10月17日、勅令第580号勅令第580号（減刑令）により懲役20年に減刑。1947年（昭和22年）、刑の執行停止状態に気づいた東京検事局が出頭を要求した。5月15日にはGHQ民政局より、日本政府に対して宮本の復権を求める覚え書きが発給された。5月29日、昭和20年勅令第730号（政治犯人等ノ資格回復ニ関スル件）に基づく復権証明書が発行され、宮本の復権が決まった。共産党側は、この復権により一般刑法犯の有罪判決も治安維持法違反の一環としてなされた不当判決であり、無実であることが証明されたとしている。
上記GHQ指令とそれを受けた司法省の政治犯釈放命令および復権は、純粋な政治犯に適用されるものであって、治安維持法違反とともに監禁致死罪など一般刑法犯でも有罪とされた宮本は本来は対象外であった。そのため、その両者に復権を要求したGHQの手続きが問題となった。これはいわゆる復権問題として、スパイリンチ査問事件の存否とともに、1975年末に『文藝春秋』誌上で連載が開始された立花隆の『日本共産党の研究』で指摘があり、1976年には国会でも取り上げられた。（復権問題。後述）

### 国際派リーダー

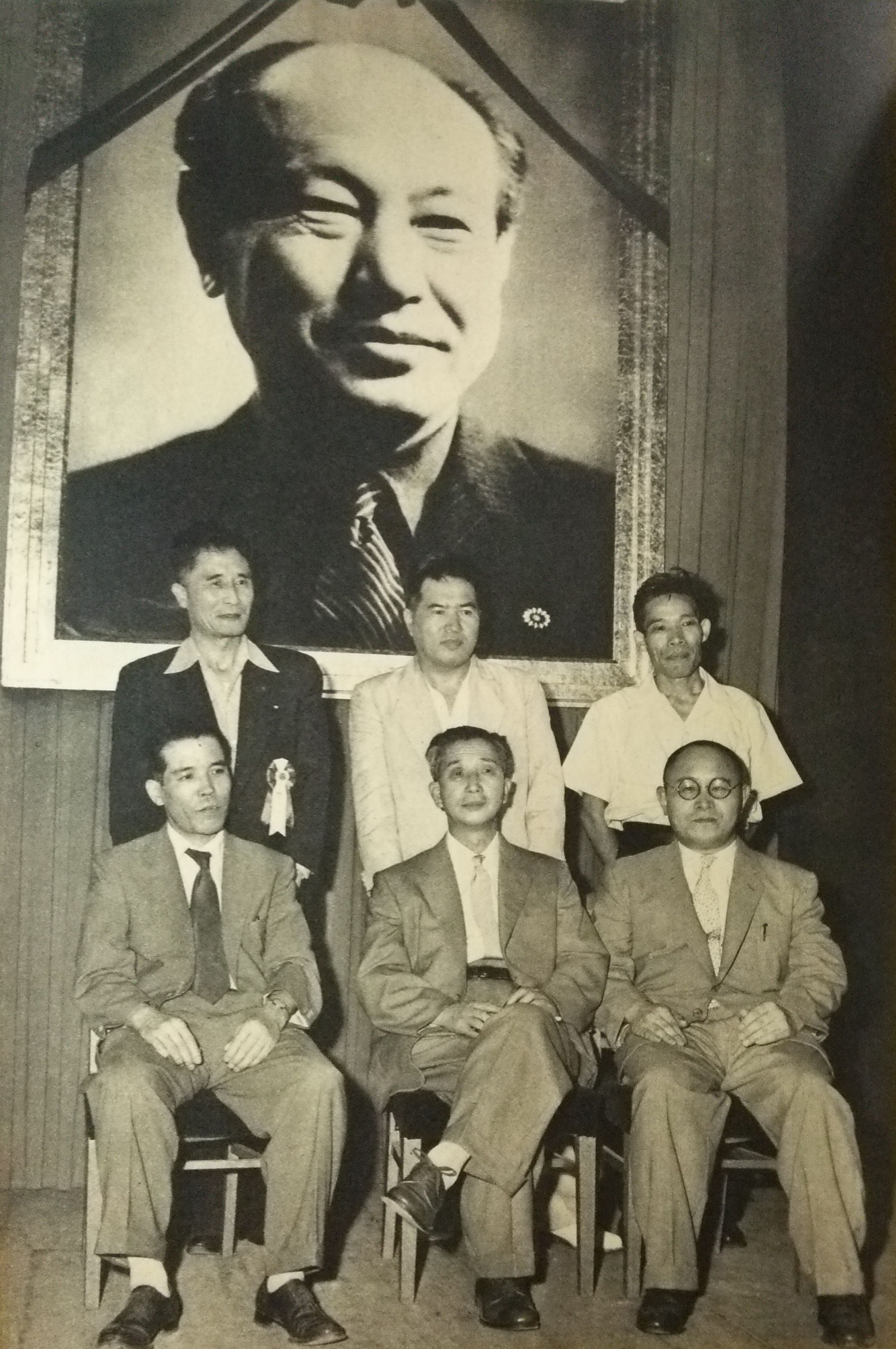
他の共産党指導者らとともに、徳田球一の遺影を囲む（1955年8月）。
（前列左から、志田重男、野坂参三、紺野与次郎。後列左から、志賀義雄、宮本、春日正一）

1950年（昭和25年）1月、コミンフォルムが『日本の情勢について』を発表し、当時の日本共産党の平和革命論を厳しく批判した（コミンフォルム批判）。これに対し、徳田球一・野坂参三ら党主流派は「『日本の情勢について』にかんする所感」を発表して党が置かれている状況を説明しつつコミンフォルム批判に反論した。
一方、宮本は雑誌『前衛』に「コミンフォルム『論評』の積極的意義」を投稿した。内容は、「（レーニンが例外的な妥協として認めた平和的発展の可能性や条件から）ロシア革命を歴史的に類推して、日本革命の『平和的発展』を類推することは根本的に誤り」「議会を通じての政権獲得の理論も同じ誤りであることは論を待たない」などと、平和革命路線を否定してコミンフォルム批判を擁護し、徳田陣営を「ブルジョワ民族主義的な、狭く、正しくない態度」と攻撃するものであった。
これに徳田は激怒し、党は徳田を中心とする所感派と宮本をリーダーとする国際派とに別れたが、党員の大部分は所感派に付いた。しかし、中国共産党からの批判も受け、1月18日から開かれた第18回拡大中央委員会でコミンフォルム論評の積極的意義を認める決議が出された。その後、徳田は宮本を警戒して九州へ左遷させた。レッドパージが進行する中、徳田ら党幹部たちは宮本を残して地下へ潜った。

### 文芸評論分野での活動
1951年（昭和26年）1月21日、妻の百合子が死去（51歳）。没後岩崎書店から刊行された『宮本百合子全集』の解説を書き、それをその後、単行本『宮本百合子の世界』にまとめた。この本は、現在でも百合子研究史上重要な位置を占めるものとされている。
また、獄中にいたころの百合子との往復書簡を編集して『十二年の手紙』として刊行した。後に作家の渡辺淳一が、この書簡集を、愛の記録として高く評価している。往復書簡の全体像は、2001年（平成13年）からの『宮本百合子全集』と、2002年（平成14年）に刊行された『宮本顕治獄中からの手紙』（全2巻、ISBN 4-406-02948-6,ISBN 4-406-02949-4）によって明らかにされた。
1954年には、『新日本文学』誌上で大西巨人と、野間宏の作品『真空地帯』の評価や新日本文学会の組織問題をめぐって論争するなど、1950年代前半は文芸評論家としての活躍が目立っていた。なお、宮本は百合子の死去後、百合子の秘書だった大森寿恵子（評論家・翻訳家の高杉一郎の義妹）と再婚している。寿恵子はその後、『若き日の宮本百合子』を著している。。

### 幹部会委員長へ
1951年8月、コミンフォルムが所感派を事実上支持し、宮本らを「日米反動を利する」分派活動として非難する声明を発表した。宮本は自己批判書を志田重男に複数回提出し、「復党」を認められた。

所感派によってまとめ挙げられた日本共産党は五全協で51年綱領を決議し、武装闘争へ突入したが、第25回衆議院議員総選挙では党公認候補者が全員落選という結果につながる。
1955年（昭和30年）3月、中央指導部員に就任。7月、六全協第1回中央委員会総会で中央機関紙編集委員に任命。8月2日、常任幹部会で責任者に就任。1958年（昭和33年）8月、第7回党大会1中総で、党書記長に選出された。国際派系が主導権を握ったことにより、以後の党史は宮本の立場を基準としたものとなり、所感派は「分派」として扱われる。
1970年（昭和45年）7月、第11回党大会1中総で中央委員会幹部会委員長に選出、書記長のポストを廃止した。

### 自主独立への道
宮本が書記長を務めていた1950年代から60年代にかけての時期、日本共産党は朝鮮労働党と友好関係を結んでいた。戦前のコミンテルン時代には「一国一共産党」の原則があり、当時日本の統治下であった朝鮮半島や台湾も日本共産党の活動範囲とされた。
この時の名残もあり、戦後朝鮮民主主義人民共和国が建国された後も日本に残った在日朝鮮人の中には、日本共産党員となる者が多数いた。彼らは1955年の在日本朝鮮人総聯合会（朝鮮総聯）結成と同時に事実上移籍する形で共産党を離れるが、その後も共産党と朝鮮労働党の間には朝鮮総聯を通じた交流関係があった。宮本は1966年（昭和41年）、北ベトナムと中華人民共和国、朝鮮民主主義人民共和国の三国を訪問する。2番目の訪問先となった中国・上海で中国共産党主席毛沢東との会談に臨むが、この席上毛は日本共産党の活動を「修正主義だ」と批判、当時始まったばかりだった文化大革命の路線に日本共産党も従うよう求めた。宮本は毛の発言を六全協、さらに第7回党大会で自身の手によって完全否定していた所感派を中心とする武装闘争路線の復活につながると受け取った。そして毛の意見を受け入れることはできないどころか、中国、ソ連への追従によって一度は壊滅的打撃を受けた過去の反省からも党としての関係を断つべきと宮本は判断する。日中両党関係は完全に決裂、宮本が議長を引退した翌年の1998年（平成10年）、後を継いだ不破哲三が「中国共産党側が過去の誤りを認めた」と述べて和解するまで30年以上も交流が断たれた。
翌々年の1968年（昭和43年）に北朝鮮を再訪問して当時首相だった金日成と会談。宮本は金日成が考えていた武装南進政策に対して批判をした。
1970年代初頭に、金日成の誕生日を祝うという『事業』が行われる頃から、両党の関係は冷却し、1983年（昭和58年）のラングーン事件において、日本共産党が朝鮮民主主義人民共和国当局の犯行であると表明して両党の関係は断絶した。1987年（昭和62年）の大韓航空機爆破事件のとき、宮本は即座に朝鮮民主主義人民共和国当局の犯行であると認識したと萩原遼は回想している。

### 査問問題の再燃
1974年（昭和49年）6月26日、民社党中央執行委員長春日一幸は『毎日新聞』の参議院選挙取材で、「スパイ査問」事件を取り上げ、「宮本は小畑をリンチで殺した」と主張。選挙での日本共産党批判に使った。日本共産党は「小畑は特異体質により死亡したもの」と抗議した。1975年12月10日発売の『文藝春秋』1976年1月号に掲載された立花隆の連載「日本共産党の研究」において裁判の公判記録が公開された。この記事を発端として、宮本の復権に関する問題と、事件の詳細が国会でも論議された。
この影響か、同年の第34回衆議院議員総選挙では、共産党は議席を大きく減らした。

### 参議院議員

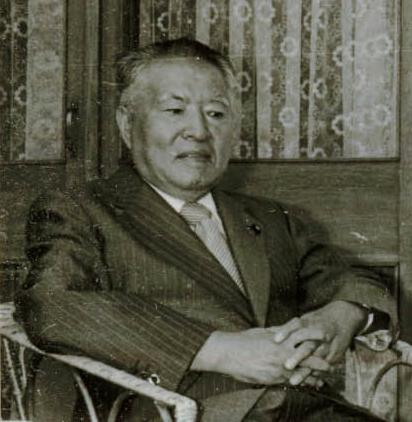
1978年

1977年（昭和52年）7月、第11回参議院議員通常選挙で全国区から初当選し、1989年（平成元年）まで2期12年務める。1982年（昭和57年）7月から8月にかけて開催された第16回大会1中総で中央委員会議長に選出された。

### 晩年
1990年（平成2年）、日本共産党第19回大会では、ルーマニアのチャウシェスク問題や官僚的党運営を批判する意見が「赤旗評論特集版」に掲載されたが、反対意見の持ち主は党大会代議員に選出されることはなく、「宮本議長の冒頭発言」を含むすべての議案が満場一致で採択された。だが、この大会ではじめて、中央委員・准中央委員選挙の得票数を公表し、宮本顕治の不信任票は14票であり、当選順位は下から6番目であった。
1994年（平成6年）、日本共産党第20回大会では、病気欠席し、大会へのメッセージを立木洋が代読した。宮本顕治の去就が注目されたが、「余人をもって代えがたい」として引き続き党中央委員に選出され、第1回中央委員会総会でも中央委員会議長・幹部会委員・常任幹部会委員に選出された。
1997年（平成9年）9月、第21回大会で欠席のまま「引退」し、「名誉議長」に退いた。この「引退」について筆坂秀世は著書『日本共産党』の中でこの大会の際にも宮本には議長を退任する意思がなく、不破哲三が大会期間中に東京都多摩市の宮本邸を訪問し、高齢であるから退任するよう要求し、宮本が渋々それを受け入れたと主張するが、不破哲三はそれに対する反論文の中で大会開催前から宮本の説得は完了しており（ただその説得の際に宮本が渋ったことは不破も触れている）、自分が大会中に東京へ戻って説得にあたったなどという事実はないと主張している。
2000年（平成12年）11月、第22回大会で「名誉役員」に選ばれる（「名誉議長」のポストは廃止された）。
晩年は多摩市の自宅で療養生活を送った。2007年（平成19年）7月18日14時33分、老衰のため渋谷区の代々木病院で死去。98歳没。
宮本の死去について自民党の元内閣総理大臣中曽根康弘は、宮本に対し一定の評価をしたコメントを発表した。
この他衆参の議長やほぼ敵対的立場にある創価学会の池田大作からも弔電が寄せられた。葬儀は近親者による密葬で行われた。これとは別に党葬が行われた。墓所は小平霊園(18-12-2)。

## 人物像・その他
- 前妻は宮本百合子、後妻は大森寿恵子（宮本百合子の元秘書）。元北海道大学大学院教授、現中央大学法学部教授の宮本太郎は、寿恵子との間にできた長男である。
- 現在の日本共産党議長志位和夫は宮本の家族の家庭教師であった。その教え子は長男・太郎である。
- 政治以外の話題としては「ポルノ番組批判」をしたことが挙げられる。1975年、「11PM」（日本テレビ系列）「独占!男の時間」（東京12チャンネル）に代表される女性の裸体を売りにした番組が多いという現状に憤り「今の商業テレビ界には女性を軽視した番組、ポルノ番組が満ち溢れている」と批判した。この発言をきっかけにポルノ番組追放キャンペーンが展開された。ただしにっかつロマンポルノに関しては批判を行わなかった。この背景にはポルノ移行を主導したにっかつ労組が共産党系であった事があるとされている[誰によって?]が、実際のところは深夜帯とはいえ18歳未満の青少年が視聴する可能性が高いテレビ番組と、18歳未満鑑賞禁止のR指定がされている映画との違いがある。
- 1988年（昭和63年）2月6日の衆議院予算委員会で、正森成二の質問中に、予算委員長浜田幸一が「共産党査問リンチ事件」に関する発言が問題となり、予算委員長を辞任した事件が起きた。
- 引退時の詳細については、離党した筆坂秀世が、著書で自身の見解を明らかにしているが、名前を出された不破哲三は、筆坂の見解は妄想に類するものだと反論している。
- 2007年（平成19年）7月20日付けの日本共産党中央委員会の機関紙『しんぶん赤旗』における宮本の死についての記事は新潟県中越沖地震に於ける党活動に関する記事に次いで一面二次扱いであった。この事について赤旗編集部は「意図的に出来事を小さく書いたつもりは無い」とコメントしている。
- 1970年代には、宮本顕治宅の電話が創価学会の学生幹部により盗聴されるという事件が起こっている。1980年には創価学会の元顧問弁護士であった山崎正友が、自らと創価学会幹部数人が盗聴したと、週刊誌に発表した。同年、宮本は民事訴訟を起こし、創価学会に損害賠償を求めた。東京高裁で創価学会に賠償を命ずる判決が下り、判決が確定した。判決では創価学会幹部の関与が認定されている。
- 宮本顕治宅盗聴事件で犬猿の仲と見られている創価学会であるが、宮本の死に対し、学会名誉会長池田大作は弔電を送っており、その件は『しんぶん赤旗』でも事実のみを報じた。
- 好物はお気に入りの店から取り寄せたうな重と日本酒の『菊水』であった、と『週刊文春』の記事にて、筆坂秀世が証言している。
- 好きな音楽はモーツァルト、フォークソングである。
- 趣味は卓球と将棋である。将棋については、『しんぶん赤旗』主催の新人王戦決勝三番勝負を将棋会館にて観戦、対局者と夕食をともにすることもあったという。81歳を迎えた際に日本将棋連盟から将棋盤の升目数81にちなんで盤寿祝いとして名誉段位を受け取っている。
- SF作家小松左京の代表作の一つ『日本沈没』の中で、危機に直面した内閣総理大臣が「自らが行わなければならない決断を代行できるかもしれない人物」として、宮本をモデルにしていると思われる政治家に一瞬想いを馳せるというくだりがある。

## 著書

### 文学関係
- 『レーニン主義文學鬪爭への道 : 宮本顯治評論集』木星社書院、1933年3月18日。NDLJP:1127024。
- 『文藝評論』（中條百合子編、六藝社、1937年2月）
- 『敗北の文學』（岩崎書店、1946年6月、のち真理社、1949年1月、河出文庫、1955年3月）
- 『人民の文學』（岩崎書店、1947年5月、新日本文庫、1975年9月）
- 『批判者の批判 上 文学運動の前進のために』（新科学社、1954年1月）
- 『批判者の批判 下 あげしおに向うために』（新科学社、1954年12月）
- 『未来を創る知性』新評論社、1955年2月15日。NDLJP:1661465。
- 『わが文学運動論』（新日本出版社、1983年5月）
- 『日本プロレタリア文学評論集5 宮本顕治集』（新日本出版社、1990年9月）

### 宮本百合子関係
- 『十二年の手紙』その1～3（宮本顕治・宮本百合子、筑摩書房、1950年6月～1952年10月）
  - のち新科学社、1955年1月；筑摩書房、上下巻、1965年5月；青木文庫、上中下巻、1974年；文春文庫、上下巻、1976年
- 『百合子追想』（第三書房、1951年、のち新科学社、1955年2月）
- 『わたしたちの宮本百合子論』（編著、私家版、1953年4月）
- 『宮本百合子集』（編著、河出書房・市民文庫、1953年）
- 『宮本百合子の世界』（河出書房、1954年9月、のち新日本出版社、1963年；新日本新書、上下巻、1975年）
- 『宮本顕治獄中からの手紙 : 百合子への十二年』上下巻（新日本出版社、2002年10月）

### 政治関係
- 『人民的民主主義革命の展望』（真理社、1948年、のち改訂版：真理社・人民文庫、1949年8月）
- 『民主革命の諸問題』真理社、1948年7月15日。NDLJP:1273661。
- 『革命の展望』（真理社、1948年）
- 『自由と独立への前進』真理社、1949年7月31日。NDLJP:1154039。
- 『日本革命の展望 : 綱領問題報告論文集』（日本共産党中央委員会出版部、1961年12月、のち新日本出版社・新日本新書、1967年8月）
  - 日本共産党第7回大会と日本共産党第8回大会の綱領に関する報告
- 『わが党のたたかった道』（日本共産党中央委員会出版部、1962年）
- 『現在の課題と日本共産党』上下巻（日本共産党中央委員会出版部、1966年）
- 『新しい日本への道 : 日本共産党の路線』全3巻（新日本出版社、1970年）
- 『日本共産党の立場 : 60年代から70年代へ』（新日本出版社・新日本新書、1972年、のち増補新版、1974年）
- 『現在の課題と日本共産党』上下巻（新日本出版社、1974～75年）
- 宮本顕治現代論（全3巻）
  - 1 『自主独立の道』（新日本出版社、1975年）
  - 2 『三つの自由』（新日本出版社、1975年）
  - 3 『救国と革新をめざして』（新日本出版社、1975年）
- 『網走の覚書』（大月書店・国民文庫、1975年、増補版、1984年4月）
- 『宮本顕治公判記録』（新日本出版社、1976年10月、新日本文庫、1978年7月）
- 宮本顕治現代政治論（全3巻）
  - 1 『逆流に抗して』（新日本出版社、1978年7月）
  - 2 『革新統一戦線を』（新日本出版社、1978年8月）
  - 3 『国会に正義の声を』（新日本出版社、1978年9月）
- 宮本顕治80年代論（全9巻）
  - 『激動の世界、日本の進路』（新日本出版社、1981年9月）
  - 『国政革新への道』（新日本出版社、1981年11月）
  - 『情勢、党建設論 上』（新日本出版社、1982年1月）
  - 『情勢、党建設論 中』（新日本出版社、1982年4月）
  - 『情勢、党建設論 下』（新日本出版社、1982年5月）
  - 『革新統一戦線論』（新日本出版社、1982年7月）
  - 『歴史のなかの日本共産党』（新日本出版社、1982年10月）
  - 『地方政治の革新 上』（新日本出版社、1982年12月）
  - 『国政の岐路、地方政治の革新 下』（新日本出版社、1983年3月）
- 『宮本顕治青春論』（新日本出版社・新日本新書、1982年9月）
- 続宮本顕治80年代論（全5巻）
  - 1 『なぜいま日本共産党か』（新日本出版社、1983年10月）
  - 2 『核兵器廃絶への道』（新日本出版社、1985年5月）
  - 3 『非核の合意非核の政府 : 第二次反動攻勢に抗して』（新日本出版社、1986年5月）
  - 4 『明日への展望に立って 上』（新日本出版社、1987年2月）
  - 5 『明日への展望に立って 下』（新日本出版社、1987年2月）
- 『回想の人びと』（新日本出版社、1985年11月）
- 戦後初期論集（全3巻）
  - 1 『天皇制批判について』（新日本出版社、1987年10月）
  - 2 『民主民族戦線の展開』（新日本出版社、1987年11月）
  - 3 『五〇年問題の問題点から』（新日本出版社、1988年9月）
- 『共産主義運動の基本問題』（新日本出版社、1988年10月、のち新日本文庫、1990年2月）
- 『国会の十二年から』（新日本出版社、1989年11月）
- 『科学的社会主義の不滅の党として』（新日本出版社、1991年1月）
- 『歴史にそむく潮流に未来はない』（新日本出版社、1991年1月）
- 『20世紀と社会主義の生命力』（新日本出版社、1992年5月）
- 『党史論』上下巻（新日本出版社、1993年12月）
- 『日本はどうなっているかこれからどう進むか』（新日本出版社、1994年4月）
- 『党建設の基本方向』上下巻（新日本出版社、1995年1月）
- 『日本共産党の党員像』（新日本出版社、1995年11月）

### 対談集・発言集
- 『宮本顕治対談集』（新日本出版社、1972年、のち新日本出版社・新日本文庫、1977年4月）
- 『宮本顕治記者会見集』上下巻（新日本出版社、1973年）
- 『池田大作宮本顕治人生対談』（毎日新聞社、1975年12月）
- 『宮本顕治対談集 続』（新日本出版社、1977年）
- 『人生・政治・文学 : 宮本顕治対談集』（新日本出版社、1977年3月）
- 『宮本顕治テレビ対談』（新日本出版社、1981年4月）
- 『世界のこと日本のこと : 宮本顕治対談集』（新日本出版社、1984年7月）
- 『日本共産党の立場』（新日本出版社・新日本文庫、1990年5月）
  - 毎年「赤旗」の1月1日号に掲載されていた新春インタビューをまとめたもの
- 『革新的未来をめざして : 日本共産党大会冒頭発言集』（新日本出版社、1997年1月）

### 著作集
- 宮本顕治文芸評論選集（全4巻）
  - 第1巻（1929-1933年）（新日本出版社、1980年） ISBN 978-4-406-00719-1 「「敗北」の文学」ほか
  - 第2巻（1946-1953年）（新日本出版社、1966年） ISBN 978-4-406-00014-7
  - 第3巻（1951-1961年）（新日本出版社、1968年） ISBN 978-4-406-00039-0 『宮本百合子の世界』ほか
  - 第4巻（1953-1955年）（新日本出版社、1969年） ISBN 978-4-406-00056-7 『批判者の批判』
- 宮本顕治著作集（全10巻）
  - 第1巻（1929年-33年）（新日本出版社、2012年7月） ISBN 978-4-406-05601-4
  - 第2巻（公判闘争の記録）（新日本出版社、2012年9月） ISBN 978-4-406-05602-1
  - 第3巻（1945年-49年）（新日本出版社、2012年11月） ISBN 978-4-406-05603-8
  - 第4巻（1950年-54年）（新日本出版社、2013年1月） ISBN 978-4-406-05604-5
  - 第5巻（1955年-61年）（新日本出版社、2013年3月） ISBN 978-4-406-05605-2
  - 第6巻（1962年-74年）（新日本出版社、2013年5月） ISBN 978-4-406-05606-9
  - 第7巻（1975年-80年前半）（新日本出版社、2013年7月） ISBN 978-4-406-05607-6
  - 第8巻（1980年後半-84年）（新日本出版社、2013年9月） ISBN 978-4-406-05608-3
  - 第9巻（1985年-94年）（新日本出版社、2013年11月）ISBN 978-4-406-05609-0
  - 第10巻（宮本百合子の世界）（新日本出版社、2013年12月） ISBN 978-4-406-05610-6